# Juan Aguirre
Juan Vicente García Aguirre (San Sebastián, 11 febbraio 1970) è un musicista spagnolo di origine basca.
Ha raggiunto la celebrità come componente del duo Amaral.

## Biografia
Juan Vicente García Aguirre è figlio di emigranti aragonesi, dopo aver vissuto i primi anni della propria vita a San Sebastián-Donostia, a quindici anni si trasferisce a Saragozza.
Mentre porta avanti i propri studi nella locale Facoltà di Filosofia, a soli 13 anni coltiva il proprio interesse per la musica suonando la chitarra elettrica nei Días de vino y rosas, un gruppo rock che pubblicò il suo primo ed unico disco, dal titolo omonimo, nel 1990. La sua prima chitarra elettrica era un'imitazione di una Fender Stratocaster (gliela diede sua nonna).
Nel 1993, in uno studio di registrazione, avviene l'incontro con Eva Amaral, un'altra studente di Saragozza che ai tempi era batterista nel gruppo "Bandera blanca" e cantante nei "Lluiva Ácida", e presto rimane colpito dalla intensità della voce di Eva. 
Lavorando assieme ad un pezzo si accorgono di avere molte affinità musicali e poco tempo dopo decidono di rendere permanente la loro collaborazione.
Hanno intenzione di creare una band che porti avanti un nuovo stile musicale, frutto della combinazione di sonorità pop, rock e folk.
Nasce così il duo, che, dopo alcuni anni di formazione nei locali e negli studi di Saragozza decide nel 1997 di trasferirsi a Madrid per aprirsi le porte ad un pubblico più vasto.
Proprio in questo periodo il gruppo, in cui adesso hanno trovato posto anche altri musicisti, inizia a presentarsi ufficialmente con il nome Amaral. Tale idea è da attribuirsi proprio a Juan che, nonostante il parere contrario di Eva, decise di utilizzare il cognome della cantante.
Sempre nel 1997 il gruppo firma con l'etichetta Virgin Records ed inizia le registrazioni per il proprio album di debutto.
Amaral viene pubblicato nel 1998 e fin da allora, Juan, insieme ad Eva Amaral, si dedica alla composizione ed alla ricerca musicale per le canzoni del proprio gruppo. Ciò ha portato alla pubblicazione di altri quattro album di studio che hanno venduto in totale più di un milione e mezzo di copie in tutto il mondo. Il successo di Amaral ha ormai varcato i propri confini nazionali, rendendolo popolare anche nel resto d'Europa ed in America Latina.
Per questo motivo alcuni artisti americani hanno iniziato ad avvalersi del loro supporto nel corso dei propri tour spagnoli. Tra questi si può ricordare nel 2002 Lenny Kravitz e nel 2004 Bob Dylan. Proprio in questo tour Juan, a causa di un incidente ad una mano, è costretto ad abbandonare la chitarra e decide così di accompagnare la voce di Eva con un'armonica. 
Anche alcune iniziative a scopo benefico hanno visto la loro partecipazione, come nel 2002 Prestige, per la quale hanno registrato il brano "Rosa de la paz" e si sono esibiti nella grande manifestazione Nunca Máis che ha avuto luogo a Madrid.
Nel 2008, ad Eva e a Juan è stato affidato il tema per la campagna promozionale della Esposizione Internazionale di Saragozza.
L'estate dello stesso anno li ha visti invece partire per il tour del nuovo album, in cui per la prima volta canta anche Juan (nel brano "Es sólo una canción"), che li ha portati in giro per il mondo.

## Discografia
- 1991 - Días de vino y rosas
- 18 maggio 1998 - Amaral
- 17 marzo 2000 - Una pequeña parte del mundo
- 4 febbraio 2002 - Estrella de mar
- 14 marzo 2005 - Pájaros en la cabeza
- 27 novembre 2005 - El comienzo del Big Bang
- 10 dicembre 2006 - Caja Especial Navidad
- 27 maggio 2008 - Gato negro ◆ Dragón rojo
- 5 febbraio 2009 - Granada
- 22 settembre 2009 - La barrera del sonido" (Doppio CD+ doppio DVD)
- 27 settembre 2011 - Hacia lo salvaje